# Clavellopsis producta
Clavellopsis producta is een eenoogkreeftjessoort uit de familie van de Lernaeopodidae. De wetenschappelijke naam van de soort is voor het eerst geldig gepubliceerd in 1915 door Wilson C.B..